# Henryk Kunzek
Henryk Kunzek (ur. 22 lutego 1871 w Samborze, zm. 17 września 1928 w Batowicach k. Krakowa) – polski malarz i rzeźbiarz, z wykształcenia lekarz.
Studiował medycynę na Uniwersytecie Jagiellońskim, po ukończeniu nauki w 1894 pracował we Lwowie jako lekarz. Jego największą pasją była sztuka, od 1900 uczęszczał na lekcje malarstwa do prywatnej szkoły Stanisława Batowskiego-Kaczor. Od 1903 ilustrował Liberum Veto, czasopismo satyryczne redagowane przez polityków Polskiej Partii Socjalno-Demokratycznej Galicji i Śląska Cieszyńskiego. W 1905 wyjechał na krótko do Paryża, aby w Akademii Colarossiego poznać tajniki rzeźbiarstwa. Jesienią 1905 rozpoczął studia na krakowskiej Akademii Sztuk Pięknych w pracowni Konstantego Laszczki, od 1911 był asystentem profesora i prowadził kurs rysunku wieczorowego. Współpracował z Janem Szczepkowskim i Ludwikiem Pugetem, z którymi m.in. wykonywał kukiełki dla kabaretu Zielony Balonik. Od listopada 1912 był członkiem zarządu Polskiego Skarbu Wojskowego, od 1913 był jego kasjerem głównym. Członek Wydziału Finansowego Komisji Tymczasowej Skonfederowanych Stronnictw Niepodległościowych. Od 3 sierpnia 1914 był członkiem krakowskich oddziałów strzeleckich, wkrótce został lekarzem III baonu strzeleckiego, pracował w szpitalach legionowych w Milikowie, Kętach, Wadowicach i Rzeszowie. W Lublinie pełnił funkcję ordynatora, a po wycofaniu się ze służby na froncie trafił do szpitala Legionów w Warszawie. W 1917 przeszedł do służby garnizonowej w Polskim Korpusie Posiłkowym w Przemyślu, wówczas awansował do stopnia porucznika. Po kryzysie przysięgowym został internowany przez wojska austriackie w Dułowie (węg. Dulfalva) na Zakarpaciu. W 1918 na krótko zamieszkał w Warszawie, był w tym czasie wykładowcą anatomii artystycznej w Szkole Sztuk Pięknych. W 1919 powrócił do Krakowa, od 1921 prowadził wykłady z rysunku wieczorowego na Akademii Sztuk Pięknych. Chętnie przyjeżdżał do Zarzecza, gdzie malował w plenerze. Zmarł w Batowicach, spoczywa na cmentarzu Rakowickim w Krakowie (kwatera CB, rząd wsch.).

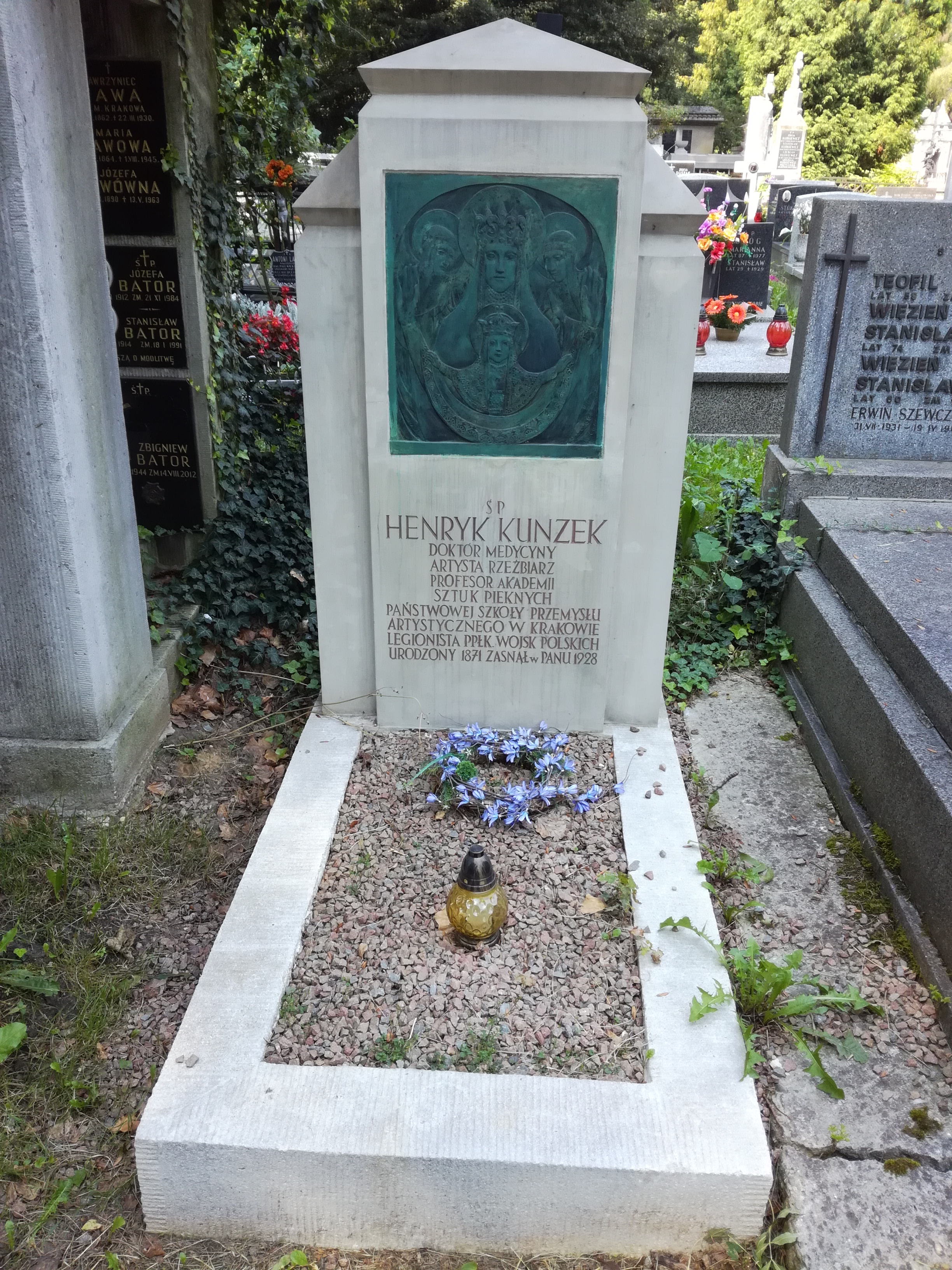
Grób Henryka Kunzeka na cmentarzu Rakowickim

Tworzył rzeźby modernistyczne, popiersia i figury sakralne, zajmował się również medalierstwem. Ilustrował również książki i czasopisma, szczególnie często były to rysunki karykaturalne o charakterze satyrycznym. Był autorem utworów literackich oraz felietonów i felietonów dotyczących sztuki.

## Prace

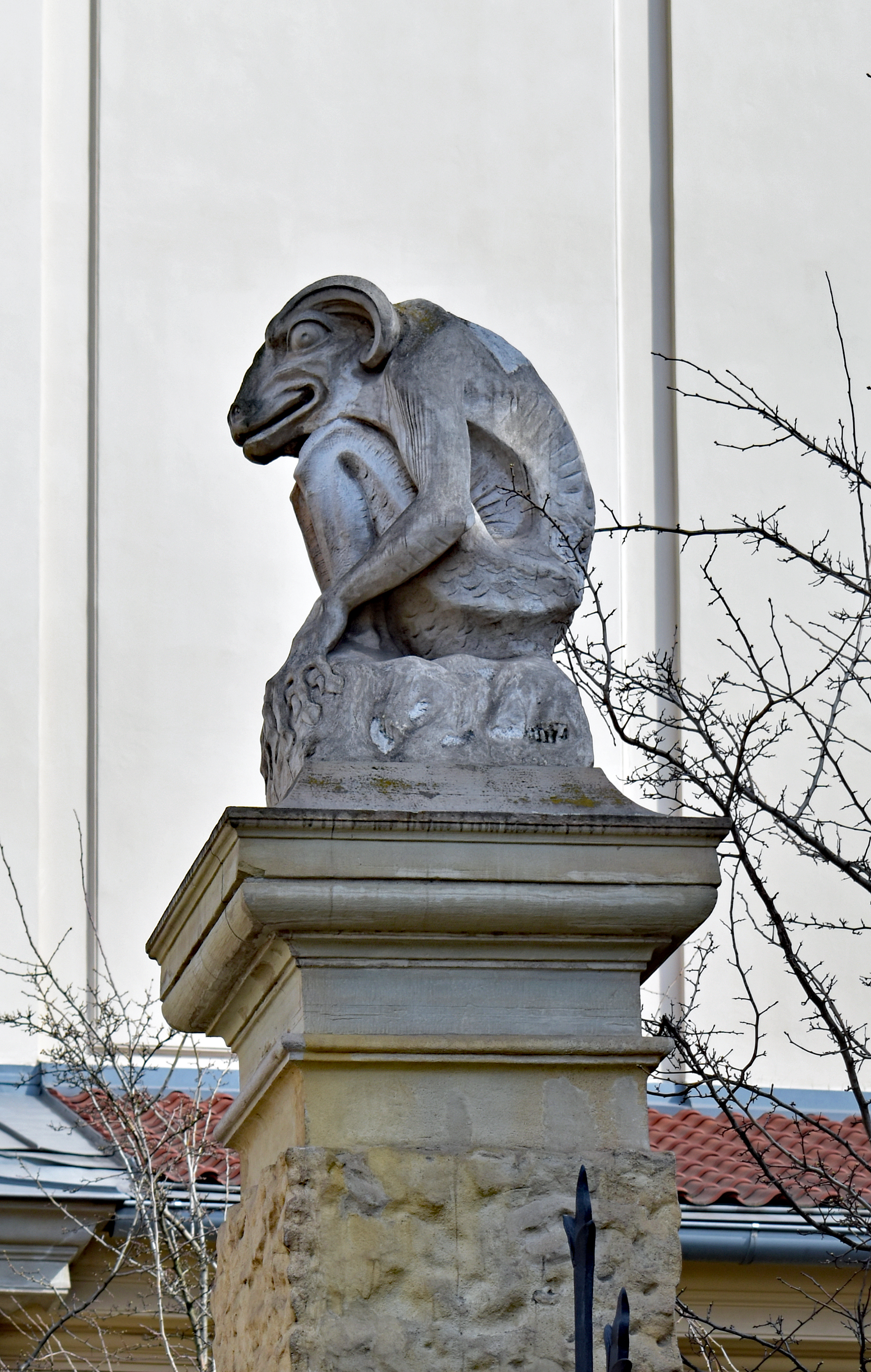
„Chimera” przed Pałacem Czapskich
Kraków ul. Piłsudskiego 10-12